# Протести против ћирилице у Хрватској
Протести против ћирилице у Хрватској били су серија протеста крајем 2013. године против примене двојезичности у Вуковару, при чему је српском и српском ћириличном писму додељен сузванични статус због локалног мањинског становништва. Примена ове одлуке постала је обавезна након хрватског пописа становништва 2011. године, према којем Срби у Вуковару чине више од једне трећине (34,8%) укупног становништва Вуковара. Таблице на српској ћирилици постављене су пошто Уставни закон о правима националних мањина налаже двојезичне табле на свим подручјима где више од једне трећине становништва припада етничкој мањини. Ова одлука постала је предмет интензивне агитације хрватских ратних ветерана и обичних грађана који сматрају да је због догађаја, посебно битке за Вуковар, град требало искључити из примене закона о мањинским правима, иако су се протести а и вандализам десили и у другим градовима (тј Сплит, Дубровник итд). Срби у Хрватској су мањинска група која има најужу употребу права на двојезичност од свих националних мањина у Хрватској.
Група је позвала штабове за одбрану хрватског Вуковара покренула је протестне скупове 2. септембра, чим је у Вуковару почело постављање табли исписаних и латиницом и ћирилицом. Уз протесте у Вуковару, у априлу 2013. организовани су и протести на главном загребачком тргу са око 20.000 учесника. Паралелни протести одржани су у Товарнику, Богдановцима, Ловасу, и Нуштру. Више натписа на српској ћирилици је срушено, други су разбијени чекићима, а демонстранти су се сукобили са полицијом, при чему су четири полицајца лакше повређена. Неки од присталица који нису директно повезани са демонстрантима организовали су акције исписивања профашистичких усташких графита на православној цркви Светог Благовештења у Дубровнику и Задру.
Уставни суд Хрватске је 12. августа 2014. године одлучио да је неуставан предлог референдума о ограничењу употребе мањинских језика на начин да се захтевани удео у укупном становништву повећа на 50% становништва. Градско веће Вуковара морало је да у року од годину дана након одлуке суда статутом регулише употребу мањинског језика. Влада Хрватске је била дужна да дефинише правни механизам за случајеве када представничка тела локалне самоуправе не спроводе обавезе из Закона о језицима мањина. Државним органима надлежним за провођење закона о језицима мањина наложено је да не примењују закон у Граду Вуковару применом мера принуде док Влада Хрватске не испуни своју обавезу.
У априлу 2015. Комитет Уједињених нација за људска права позвао је Хрватску да осигура право мањина да користе свој језик и писмо. У извештају Комитета се то посебно односи на употребу српске ћирилице у граду Вуковару и општинама у питању. Министар спољних послова Србије Ивица Дачић рекао је да његова земља поздравља извештај Комитета УН за људска права.
Дана 17. августа 2015. године, на захтев Уставног суда Хрватске, Градско веће Вуковара одлучило је да измени статут града на начин да се на службеним градским зградама, установама, трговима и улицама не постављају двојезичне табле на латиници и ћирилици. Савет Европе је изразио жаљење због ове одлуке. Одлуку су донели посланици Хрватске демократске заједнице и Хрватског демократског савеза Славоније и Барање, док су посланици Социјалдемократске партије Хрватске, Самосталне демократске српске странке и ХНС-а напустили седницу на којој је одлука донесена. Министарство јавне управе (Хрватска) саопштило је да ће поништити одлуку ако се утврди да је супротна уставу.
Локално грађанско друштво Град, то смо и ми сугерисали су да би се спор могао решити тако што би се на десној страни улаза у зграде локалне самоуправе поставила табла на хрватској латиници, а на лева табла на језицима и писмима етничких мањина које живе у Вуковару.

## Реакције

### Хрватска

#### Опозиција
- Хрватски председник Иво Јосиповић придружио се осуди догађаја у Вуковару, рекавши да се мора уложити додатни напор како би се спречило насиље и тензије. „Имамо закон који иде ка пуном поштовању националних мањина. У доношењу овог закона учествовале су све релевантне политичке странке у Хрватској“, рекао је Јосиповић.[20]
- Хрватски премијер Зоран Милановић осудио је "шовинистичко насиље", рекавши да оно неће скинути табле на ћирилици у Вуковару јер "мора превладати владавина права".[21][22]
- Бивши хрватски председник Стјепан Месић изјавио је да протести у Загребу нису демократски израз различитих мишљења, већ нетрпељивости. Појава људи у војним униформама на таквом месту јасно крши државни закон. Ако узмемо у обзир јавно и недвосмислено наметнуте претње да ће силом спречити спровођење обавеза које је сваки грађанин и свака институција дужна да обавља по Уставу, недељно окупљање на главном тргу изгледа као удар на уставно-правни поредак наше земље.[23]
- Градоначелник Вуковара Жељко Сабо, ветеран југословенских ратова, који је био затворен у Србији, апеловао је на људе да остану мирни и да „не допусте да Вуковар постане Бејрут“.[24]
- Хрватска министарка спољних послова Весна Пусић рекла је да Хрвати "морају и могу" да поштују хрватске законе и поручила да влада мора чврсто да стоји у погледу закона о мањинама.[24]
- Драган Црногорац, председник Заједничког већа општина, изразио је забринутост и жаљење због дешавања у Вуковару и остатку Хрватске. Он је рекао да ови догађаји стварају негативну атмосферу усмерену према српској заједници и ћириличном писму. На овај начин поткопавају све што је претходних година постигнуто у изградњи толеранције и суживота међу Србима и Хрватима.[25]
- Бојан Главашевић, син хрватског репортера Синише Главашевића, убијеног од стране српских паравојних формација након битке за Вуковар, рекао је да је употреба гласа његовог оца на протесту у Загребу неприкладна и да се име његовог оца користи за политички маркетинг. Он је рекао да свако има право на миран протест, али је осудио говор мржње на протестима.[26]
- 26 невладиних организација у Хрватској упутило је заједничко писмо папи Фрањи, изражавајући забринутост због става хрватског кардинала Јосипа Бозанића и неколико бискупа који су јавно демонстрирали своје противљење двојезичности у Вуковару. Невладине организације су истакле да изјаве епископа не доприносе миру и помирењу, већ воде даљем продубљивању сукоба.[27][28]
- Надбискуп ђаковачко- осјечки Ђуро Хранић позвао је на међусобно поштовање и љубав.[29]

#### Подршка
- Жупанијско веће Вуковарско-сремске жупаније дало је подршку демонстрантима у њиховој намјери да "зауставе насилно увођење двојезичности у Вуковар". Током гласања, седницу су напустили чланови Већа Социјалдемократске партије Хрватске, Хрватске странке пензионера и Самосталне демократске српске странке.[30]
- Представници удруга хрватских повратника источне Славоније, Барање и западног Срема дали су подршку свим захтевима стожера за одбрану хрватског Вуковара.[31]

### Интернационалне

#### БившаЈугославија

##### Србија
- Српска напредна странка осудила је протесте, позивајући Загреб да заштити права српске мањине.[24]
- Коалиција српских избеглица из Хрватске, која представља многе Србе који су побегли из Хрватске на крају рата 1995. године, оценила је да су протести још један пример кршења мањинских права у Хрватској.[24]

##### Словенија
- Известилац тадашњег Европског парламента за Србију Јелко Кацин рекао је да очекује "јасан одговор" Загреба.[32]

#### Остало

##### Европска унија
- Портпарол Европске комисије Денис Абот рекао је да Европска унија нема намеру да се меша у спор око ћириличких табли у Вуковару. Подсетио је зараћене стране да је поштовање културних различитости и мањинских права садржано у основним документима ЕУ, али да је надлежност за ова питања у свакој држави чланици.[33]

##### Савет европе
- Веће Европе је 21. августа 2015. године, подстакнуто одлуком Градског већа Вуковара о изменама и допунама статута града на начин да се на службеним градским зградама, установама, трговима и улицама не постављају двојезичне табле латиничним и ћириличним писмом, саопштило да је ова институција снажно жали због уклањања натписа на језицима мањина путем вандализма или у складу са формалним одлукама које имају за циљ да ограниче присуство мањинских језика у јавности и позива све релевантне јавне органе у свим државама чланицама да у потпуности спроводе одредбе Европске повеље о језицима регионалних или мањинских заједница.[16]

## Хронологија

### 2019
- 18. октобар: У Градском већу Вуковара догодио се инцидент када је представник СДСС-а Срђан Колар уручио Ивану Пенави, градоначелнику Вуковара, статут града исписан српском ћирилицом.[34][35] Градско веће Вуковара је закључило: „Достигли смо ниво разумевања, солидарности и толеранције међу припадницима хрватског народа и припадницима српске националне мањине на нивоу који олакшава сарадњу и суживот, али услови за проширење делокруга обезбеђеног појединца права нису испуњена“.[36] Остао је само натпис на ћирилици на улазу у вуковарску луку.[37]

### 2018
- 28. септембар: Милорад Пуповац нападнут је кришком лимуна у Загребу.[38]

### 2017
- 20. новембар: Два дана након спомен обележја пада Вуковара, навијачи Црвене звезде истакли су транспарент: „18.11.1991. До новог ослобођења – Слава свим жртвама за српски Вуковар“.[39]

### 2015
- 21. август: Савет Европе је изразио жаљење због одлуке Градског већа.[16]
- 17. август: Градско веће Вуковара донело је одлуку о изменама и допунама статута града да се не обезбеде двојезичне табле на латиничном и ћириличном писму.

### 2014
- 23. септембар: Чланови Штаба за одбрану хрватског Вуковара уклонили све двојезичне табле у граду; Њих петоро је касније приведено.[40]
- 12. август: Одлука Уставног суда Хрватске о неуставности штабова за одбрану приједлога референдума у хрватском Вуковару
- 16. март: Украдена застава Срба Хрватске са зграде општинске управе у Борову.[41]
- 14. март: Поломљена двојезична табла канцеларије државне управе у Вуковару.[41]
- 6. март: Поломљена двојезична табла Хрватског завода за запошљавање у Вуковару.[41]
- 24. јануар: Посланица групе европских конзервативаца и реформиста у Европском парламенту Ружа Томашић изјавила је да Срби у Вуковару не би требало ништа да добију јер су они ти који су у сарадњи са Југословенском народном армијом уништили град.[42]
- 7. јануар: Непознати починиоци уништили двојезичну таблу на згради Српског народног већа у Пули.[43]
- 5. јануар: Уништено шест двојезичних табли у Вуковару.[44]
- 3. јануар: Патријарх српски Иринеј у Божићном писму је навео да је гоњење ћирилице исто што и прогон Срба.[45]

### 2013
- 20. децембар: Уништене двојезичне табле у Вуковару и на Основној школи у Мирковцима.[46]
- 16. децембар: Штабови за одбрану хрватског Вуковара предали потписе за референдум.[46]
- 13. децембар:У Вуковару графити двојезичне табле.[46]
- 7. децембар: Народни посланик Милорад Пуповац добио претње смрћу.[46]
- 2. децембар: Пријетеће поруке упућене директору спомен-подручја концентрационог логора Јасеновац.[46]
- 21. новембар: Министарство државне управе суспендовало је одредбе градских статута које ограничавају употребу мањинског језика.[47]
- 19. новембар: Неонацистички поздрав ("За дом") на фудбалској утакмици Хрватска-Исланд.[46]
- 19. новембар: Делегат ФИФА затражио је уклањање транспарента Запамтите Вуковар са стадиона Максимир пре фудбалске утакмице Хрватска-Исланд.[48]
- 19. новембар: Уклоњена двојезична табла са зграде општине Трпиња; украдена застава Срба Хрватске.[46]
- 18. новембар: Државној делегацији предвођеној премијером Зораном Милановићем и председником Ивом Јосиповићем блокирано је учешће у „шетњи сећања на пад Вуковара“[49]
- 18. новембар: Председник Српског народног већа Милорад Пуповац по први пут учествовао у „шетњи сећања“ у част битке за Вуковар. Догађају је присуствовао Вељко Џакула, председник Српског демократског форума.[50][50]
- 17. новембар: У Осијеку по трећи пут украдена двојезична табла.[46]
- 17. новембар: Штабови за одбрану хрватског Вуковара почели су прикупљање потписа за референдум за ограничење права на употребу мањинских језика.[46]
- 12. новембар: Осликан сто на згради Српског народног већа у Осијеку.[46]
- 9. новембар: Два мушкарца (обојица по 18 година) оштетили су таблу на Генералном конзулату Србије у Ријеци.[46]
- 6. новембар: На Тргу бана Јелачића освануо графити („српско породично стабло“) са сликом линчованих људи.[46]
- 5. новембар: Оштећена двојезична спомен-плоча македонском писцу Андреју Петковићу у Ријеци.[46]
- 5. новембар: Графит „Срби напоље“ исписан у Вуковару.[46]
- 4. новембар: Министар бранитеља Предраг Матић изјавио у Вечерњем листу да Срби у Хрватској нису лојални Хрватској.[46]
- 4. новембар: Градско веће усвојило нови статут Вуковара и забранило употребу ћирилице.[46]
- 3. новембар: Оштећена двојезична табла на згради Српског народног већа у Вараждину.[46]
- 2. новембар: Двојезична табла уклоњена са зграде Српског народног већа у Осијеку по други пут.[46]
- 25. октобар: Уклоњена двојезична табла са зграде Српског народног већа у Осијеку.[46]
- 22. октобар: Уклоњене двојезичне табле са зграда Завода за запошљавање у Вуковару.[46]
- 19. октобар: Уклоњене двојезичне табле са зграда државне управе у Вуковару.[46]
- 12. октобар: Уклоњена двојезична табла са зграде општине Војнић.[46]
- 12. октобар: Уклоњена двојезична табла са зграде општине Бискупија.[46]
- 11. октобар: Уништене три двојезичне табле на згради општине Удбина[46]
- 8. октобар: Непознати починилац уклонио двојезичну таблу са зграде Просвјете у Загребу.[46] Пет полицајаца је суспендовано због неинтервенисања, а један је добио отказ због ломљења табле у Вуковару.[51][52]
- 7. октобар: Група хрватских ратних ветерана уклонила је двојезичне табле са три зграде у Вуковару.[46]
- 23. септембар: Председник Координације удруга повратника Хрвата попрскао ћирилични натпис на згради пензионог осигурања у Вуковару.[46]
- 16. септембар: Непознати починилац уклонио двојезичну таблу са зграде општине Крњак.[46]
- 12. септембар: Припадници Стожера за одбрану хрватског Вуковара разбили су двојезичну таблу у вуковарској полицијској станици и сукобили се са полицијом. Дарка Пајтића смртно је ранио полицајац Саша Сабадош, који је касније осуђен за смрт.[46][53][53]
- 13. септембар: Уништен споменик српским жртвама рата у Голубићу.[46]
- 6. септембар: На фудбалској утакмици између Србије и Хрватске српски навијачи истакли су транспарент са ћирилицом „Вуковар“, палили хрватску заставу и узвикивали „Убиј усташе“, „Вуковар је наш“ и „Србија – четници“.[54]
- 5. септембар: У Слуњу успостављени локални штабови за одбрану хрватског Вуковара; око 100 демонстраната окупило се у знак подршке уклањању двојезичних плоча у Вуковару. Градоначелник Слуња се оградио од њих као непотребних и служећи политичким циљевима организатора(а).[55]
- 4. септембар: Експлозивна направа бачена на зграду локалног Српског народног већа у Сплиту.[46]
- 4. септембар: Јосип Леко, председник Хрватског сабора, изјавио је да неће бити хитне седнице коју је тражио Хрватски демократски савез Славоније и Барање.[56]
- 3. септембар: Хрватски демократски савез Славоније и Барање затражио хитну седницу Хрватског сабора због вуковарских догађаја.[57]
- 3. септембар: На зиду православне цркве Светог Благовештења исцртани графити („Србе на врбе“)[46]
- 2. септембар: Двојезичне табле поломљене у Вуковару. Неколико полицајаца је повређено.[46]
- 20. август: Током утакмице ФИБА Европског првенства за јуниоре у Борову насељу српски навијачи узвикивали су „Ово је Србија“ и „Вуковар је срце Србије“ и истакли српску заставу са ћирилицом „Вуковар“. Инциденти су настављени и након утакмице.[58]

### 2012
- 24. маја у интервјуу за Frankfurter Allgemeine Zeitung председник Србије Томислав Николић изјавио је да је "Вуковар био српски град и Хрвати немају чему да се врате тамо". Председник Хрватске Иво Јосиповић критиковао је Николића због ове изјаве и условио будућу сарадњу повлачењем Николићеве изјаве.[59]

## Историјске забране употребе ћирилице у Вуковару
Године 1861. Скупштина сремске жупаније једногласно је донела одлуку о увођењу српске ћирилице као службеног писма на тој територији. Ова одлука је поништена осам година касније, 1869. године, када је Сабор Краљевине Хрватско-Славонске усвојио одлуку о искључивој употреби Гајеве латинице и укинуо жупанијску одлуку о употреби ћирилице. То је изазвало незадовољство међу Србима Вуковара који су упутили протестно писмо аустријском цару Францу Јозефу Првом јер је Краљевина Хрватска-Славонија била у саставу Аустроугарске. Вуковарци су тражили од цара да заштити своје поданике од саборске одлуке, истичући да је та одлука неразумна, тим пре што је чак и Угарска скупштина земаља круне Светог Стефана прихватила њихова писма на ћирилици.
Током Другог светског рата српска ћирилица је била забрањена у целој Независној Држави Хрватској.
Државни Bookocide (књигоцид) је спровела Влада Републике Хрватске између 1990. и 2010. године. Књиге које су писане српском ћирилицом су спаљене, а процењује се да је у овом периоду уништено око 2,8 милиона књига.
Дана 5. новембра 2013. Хрватска демократска заједница и Хрватска странка права др. Анте Старчевић усвојио је измене и допуне статута града којима је Вуковар проглашен „место посебног пијетета“ српског разарања града током битке за Вуковар и забрањена је употреба српске ћирилице. Милорад Пуповац, председник Српског народног већа, рекао је да очекује да ће хрватска Влада или Уставни суд Хрватске поништити ову одлуку.